# الفطر النفاث (رواية)
الفطر النفاث (بالإنجليزية: Puffball)‏ هي رواية للكاتبة الإنجليزية فاي ويلدون، نشرت عام 1980، عن دار نشر في المملكة المتحدة.